# Phora lacunifera
Phora lacunifera är en tvåvingeart som beskrevs av Goto 1984. Phora lacunifera ingår i släktet Phora och familjen puckelflugor. Inga underarter finns listade i Catalogue of Life.